# کلودیا جنینگز
 کلودیا جنینگز (انگلیسی: Claudia Jennings؛ ۲۰ دسامبر ۱۹۴۹ – ۳ اکتبر ۱۹۷۹) یک هنرپیشه اهل ایالات متحده آمریکا بود.